# Micrathena pupa
Micrathena pupa är en spindelart som beskrevs av Simon 1897. Micrathena pupa ingår i släktet Micrathena och familjen hjulspindlar. Inga underarter finns listade i Catalogue of Life.